# Achrafieh

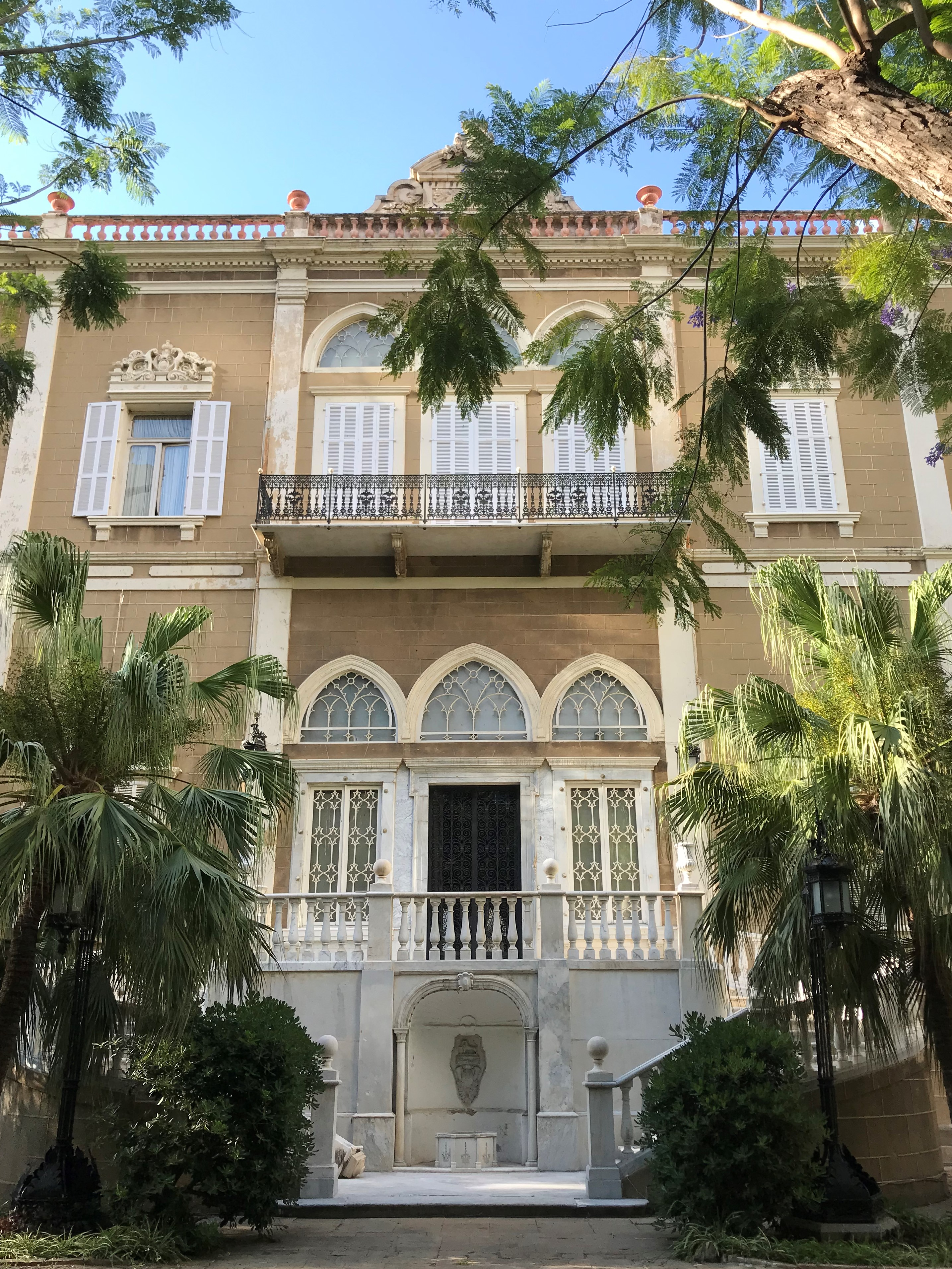
Palais Sursock, rue Sursock, Beyrouth.

Achrafieh (الاشرفية) est un quartier chic et principalement chrétien de l'est de Beyrouth (capitale du Liban).
Historiquement, les habitants étaient issus de la bourgeoisie grecque-orthodoxe du XIXe siècle, dont la marque est restée avec les villas du quartier Sursock.
Au cours de la deuxième moitié du XXe siècle, une importante migration maronite du Mont Liban historique, issue de la classe moyenne, est venue peupler le quartier.
Avec les projets immobiliers entrepris après la guerre civile et notamment entre 2005 et 2015, une partie de la population d'Achrafieh s'est vue progressivement exclue de la ville, les loyers devenant de moins en moins abordables et les anciens bâtiments détruits au profit d'immeubles modernes.

## Situation
La zone d'Achrafieh s'étend de Gemmayzé à Tabaris du côté de la place des Martyrs, et vers les alentours de l'hôpital Hôtel-Dieu de France. Les rues principales sont la Montée Sursock, Gemmayzé, le boulevard Fouad Chéhab, la place Sassine, la rue du Liban, et Nasrah Nazareth.

## Histoire et étymologie

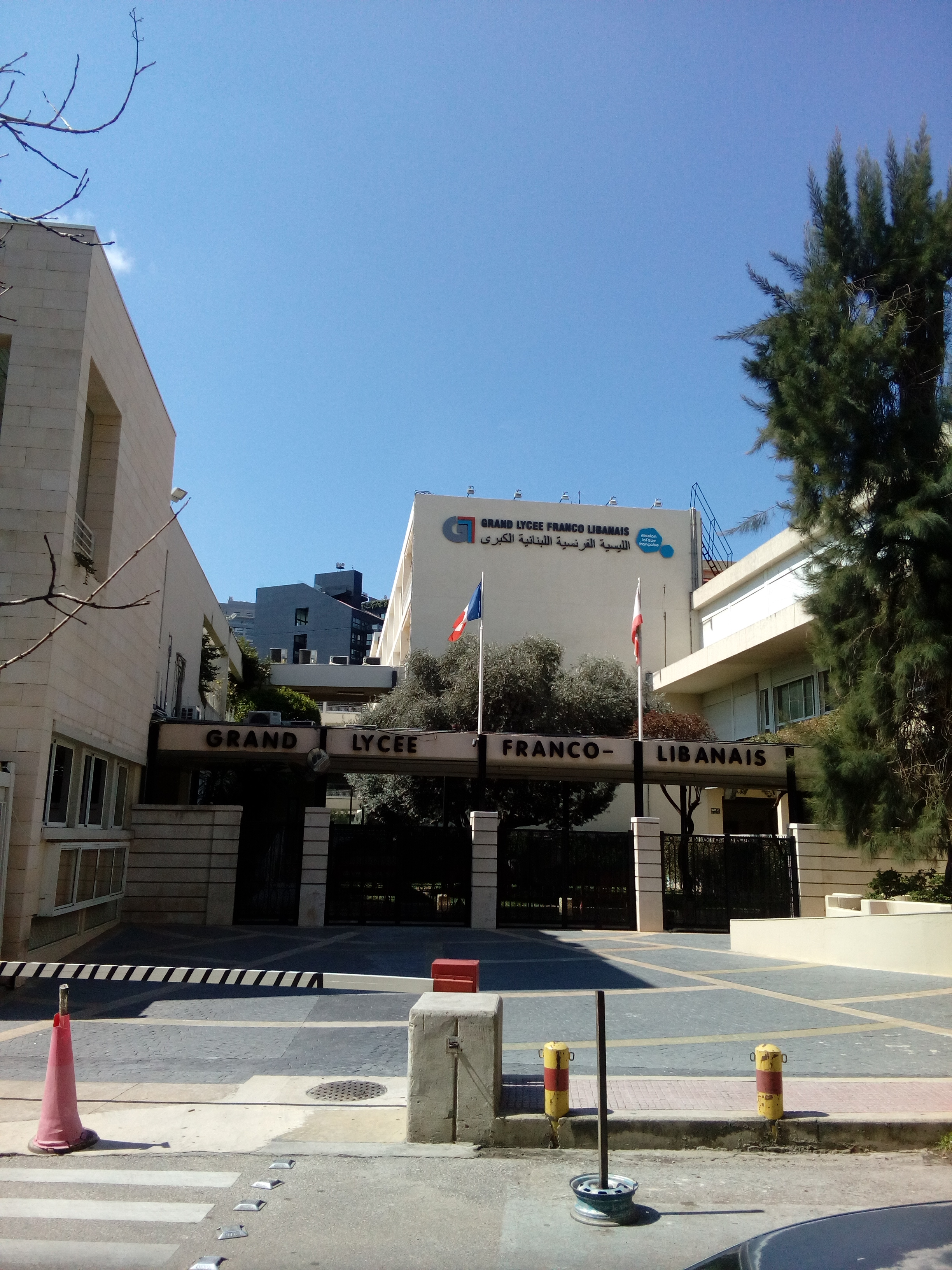
Grand Lycée Franco - Libanais dans le quartier Achrafieh à Beyrouth

Au XIXe siècle, le quartier était surtout occupé par des fermes, propriétés de quelques familles. Depuis 1909, s'y trouve le Grand Lycée franco-libanais de la MLF. L'église de l'Annonciation d'Achrafieh, consacrée en 1927, est l'une des plus grandes églises grecques-orthodoxes de Beyrouth.
Pendant la Guerre du Liban, Achrafieh devient la base des milices chrétiennes. Aujourd'hui, le quartier est une zone commerciale, résidentielle, artistique et culturelle importante.
Le « Carré d’or » d’Achrafieh est une zone très prestigieuse située entre les rues Monnot, Abdel Wahab, Sursock et Zahret El-Ihsan.
Le 2 juin 2005, le journaliste Samir Kassir est tué lors d'un attentat à Achrafieh, à quelques mètres de l'ABC, un des plus grands centres commerciaux de Beyrouth.
Le 19 octobre 2012, une voiture explose dans un attentat près de la place Sassine tuant huit personnes dont Wissam al-Hassan et blessant soixante-dix-huit personnes. 
Carlos Ghosn, arrivé au Liban dans la nuit du 29 au 30 décembre 2019, logerait à la « maison rose », rue du Liban,.

### La colline blessée

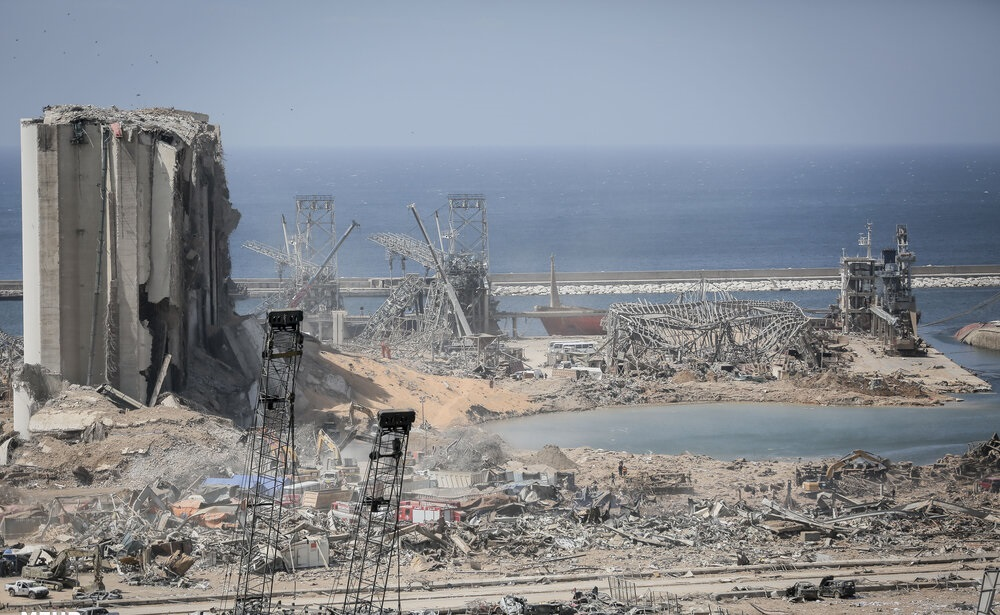
Le cratère d'explosion et le silo à grains du port de Beyrouth.

Au XXIe siècle, il se passe des choses désagréables sur la colline de Mar Mitr. Déjà, il y eut une vague de construction luxueuses entre 2005 et 2015, faisant pour la plupart litière de tout urbanisme. Celle-ci pousse encore aujourd'hui (2020-2021) nombre d'achrafiyotes à quitter leur bourgade, et pour cause, des loyers devenus trop chers et des achats quasi impossibles. Si ces transformations démographiques se poursuivent, l'identité de la colline en sera certainement affectée, et elle l'est déjà.
Mais le plus grand drame est celui de l'Explosions au port de Beyrouth de 2020, explosion criminelle du 4 août 2020, signe de l'effondrement de l'État libanais. Achrafieh en a particulièrement souffert car elle jouxte le port. Les pertes humaines, économiques et patrimoniales sont colossales (Explosions au port de Beyrouth de 2020#Port de Beyrouth).

« Par ses blessures, cette belle colline résume la situation actuelle des chrétiens du Liban, qui portent un noble héritage et vivent des situations difficiles partagées avec leurs compatriotes musulmans. »

— Antoine Fleyfel, Achrafieh, la colline chrétienne de Beyrouth, Œuvre d'Orient (bulletin), n° 801, p. 10.

## Éducation

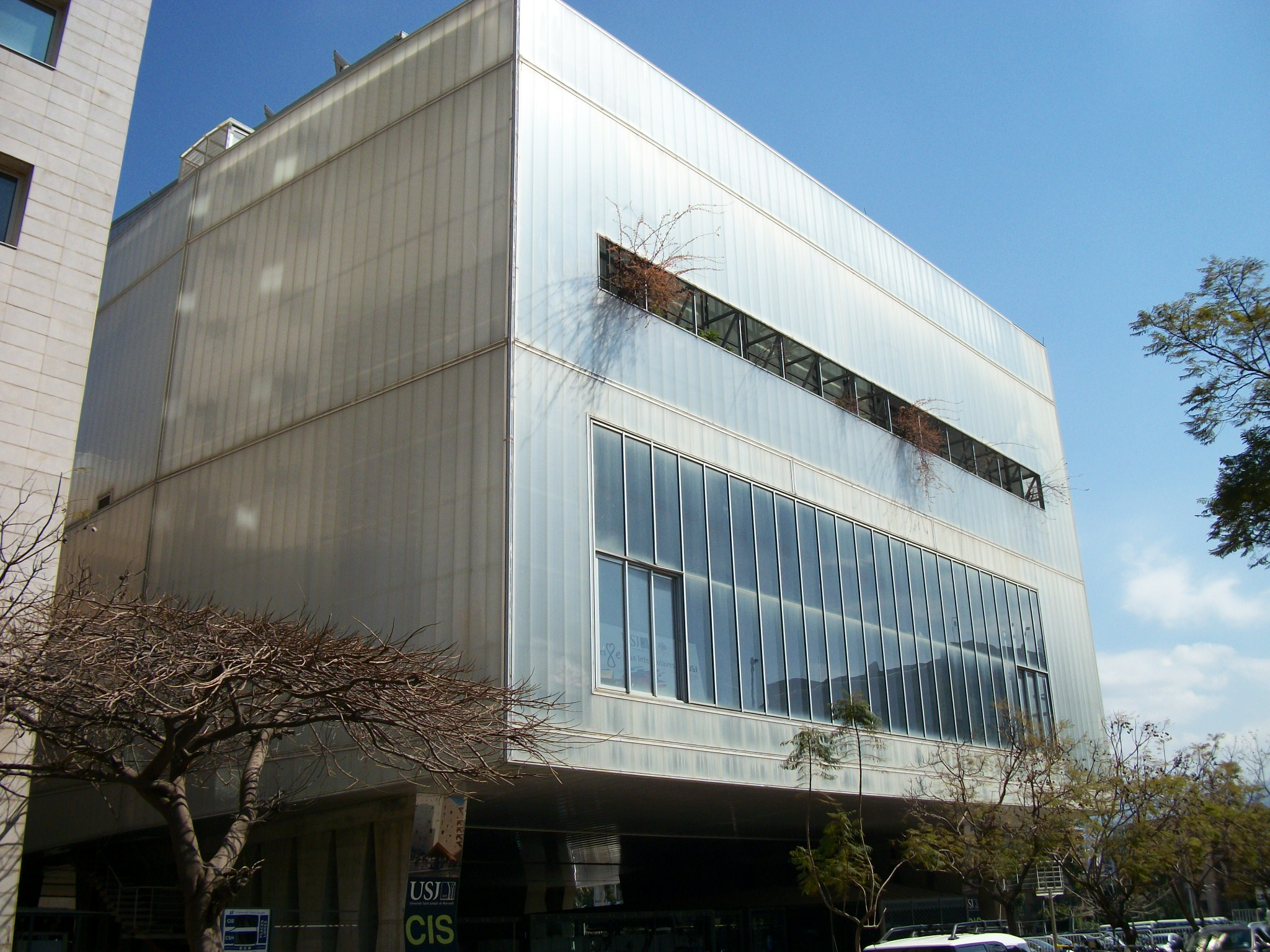
Université Saint-Joseph, campus de l'Innovation et du Sport, à Beyrouth.

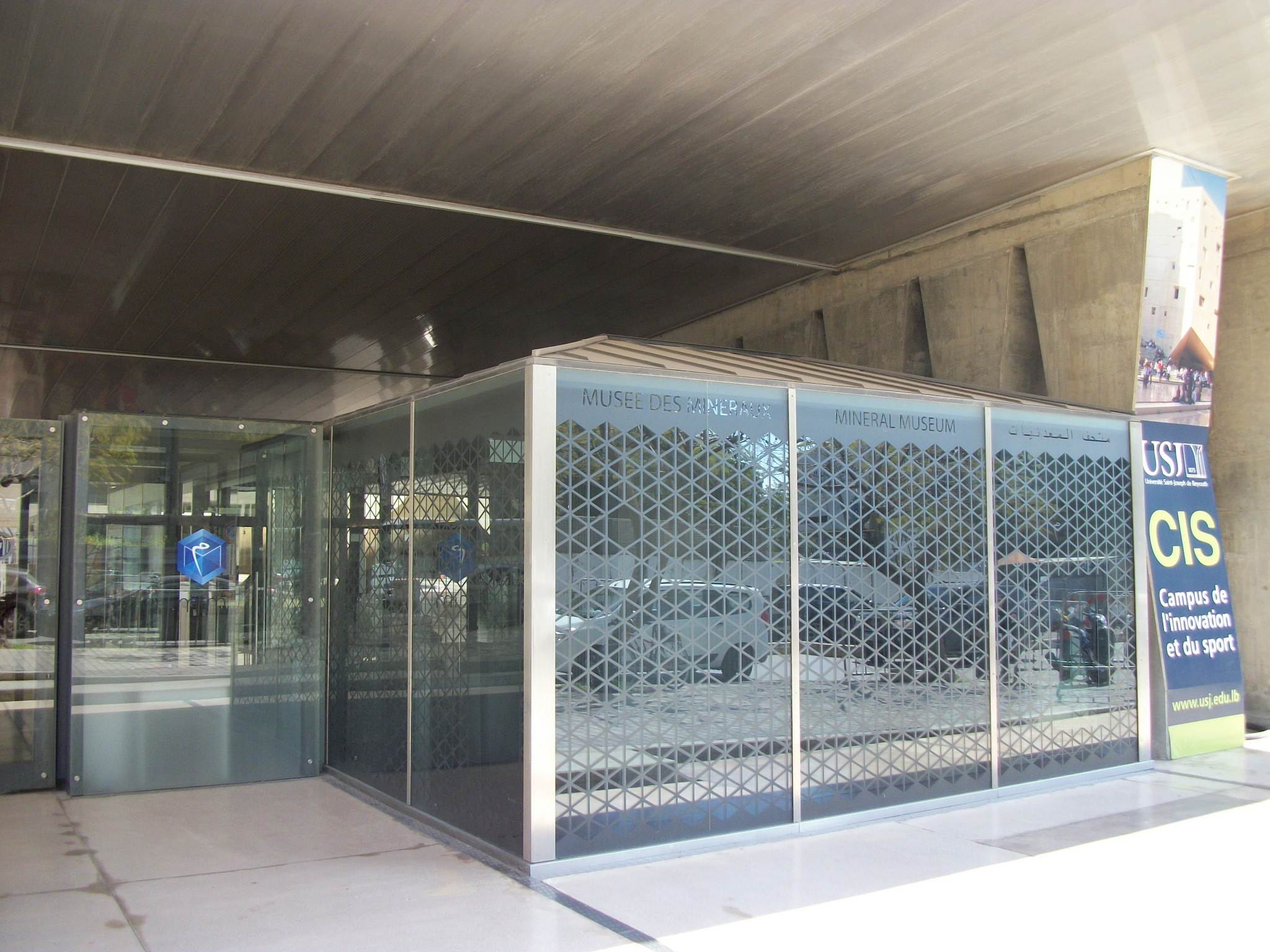
Entrée et boutique du MIM musée, à l'Université Saint-Joseph de Beyrouth.

Écoles et universités :
- Université Saint-Joseph
- Grand Lycée franco-libanais[4]
- Collège de la Sagesse (en)
- Greater Beirut Evangelical School[5]

- Université américaine de sciences et technologie (en)

## Principales rues et secteurs d'Achrafieh
- Geitawi
- Fassouh
- Secteur Mar Mitr - dont le centre commercial ABC(en)
- Rue Gemmayzeh, secteur Saifi
- Rue Gouraud, secteur Saifi
- Rue Huvelin
- Rue Abdel Wahab
- Mathaf
- Rue Monnot, secteur Jésuite
- Rue du Liban
- Sodeco
- Secteur Sioufi
- Rue Sursock, secteur Saint-Nicolas
- Escalier Saint-Nicolas
- Rue et Place Sassine
- Secteur Sagesse
- Karm el Zeitoun

## Galerie de photos

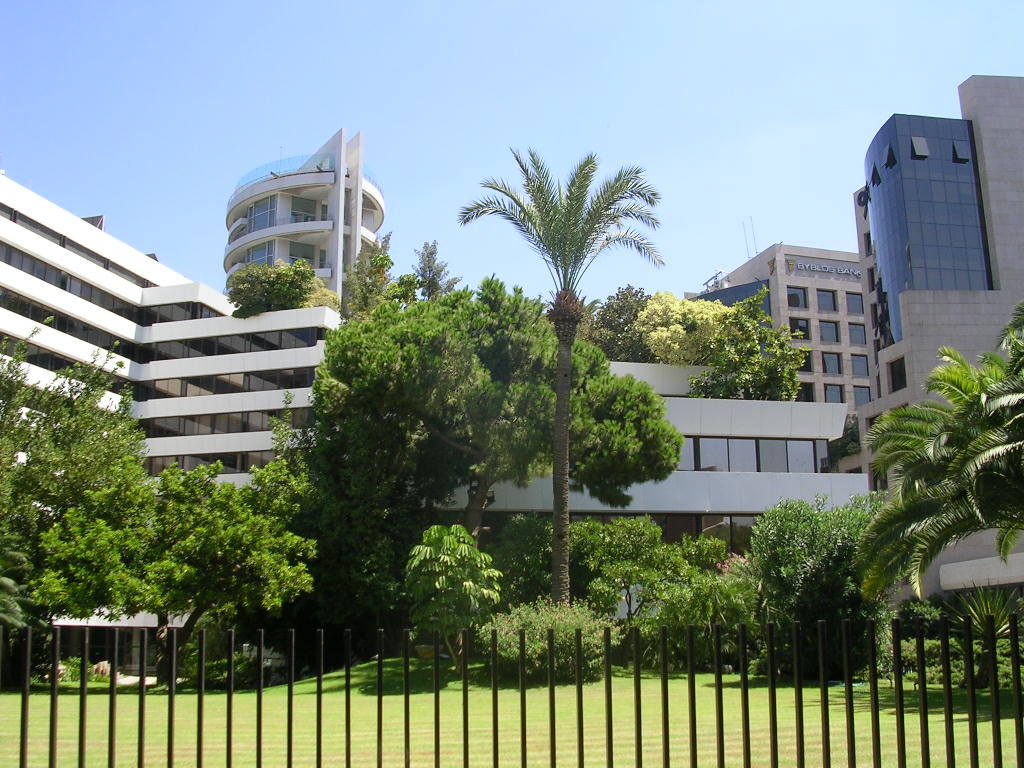
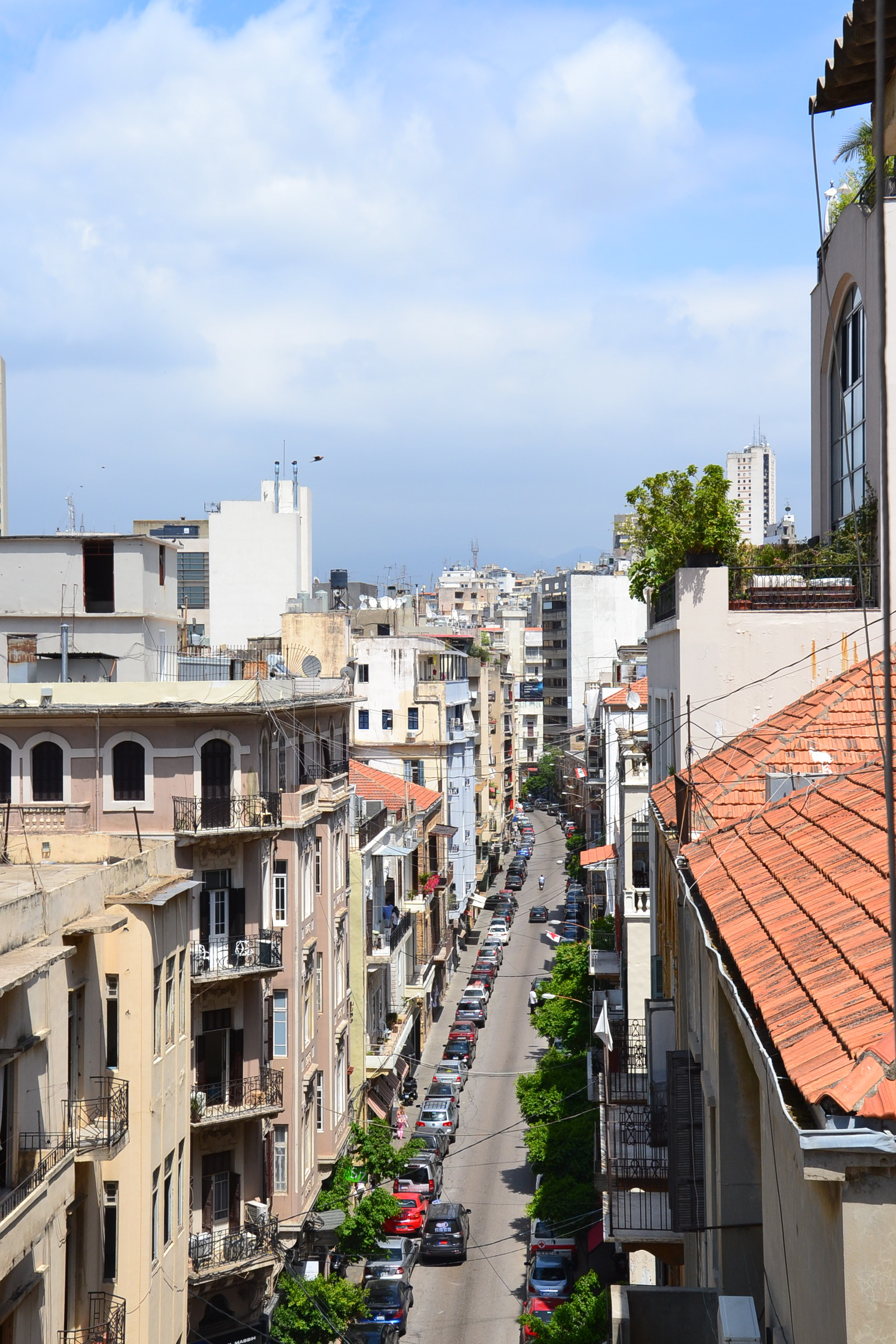
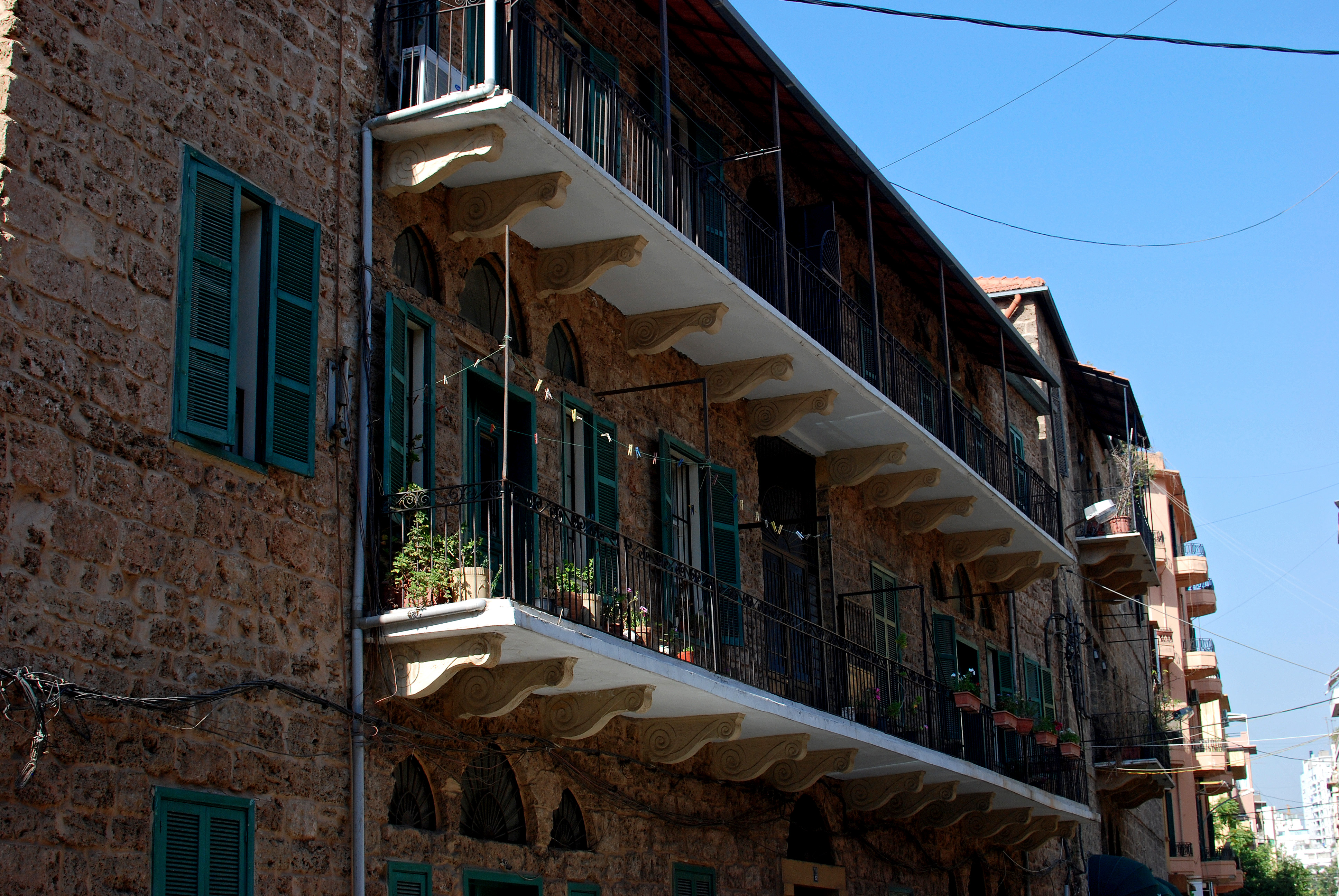
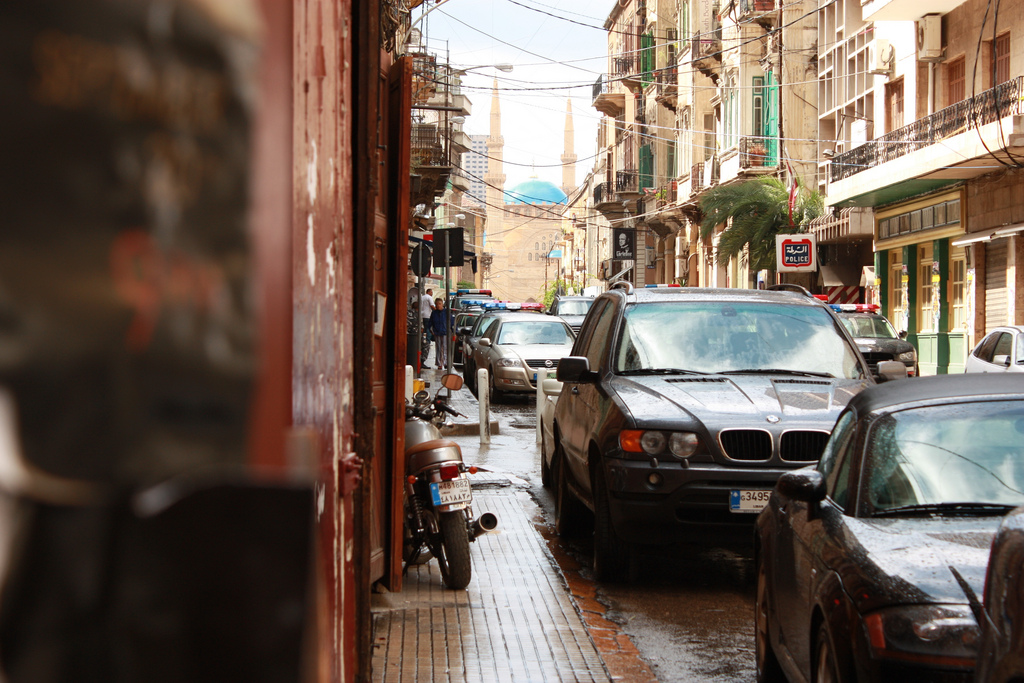
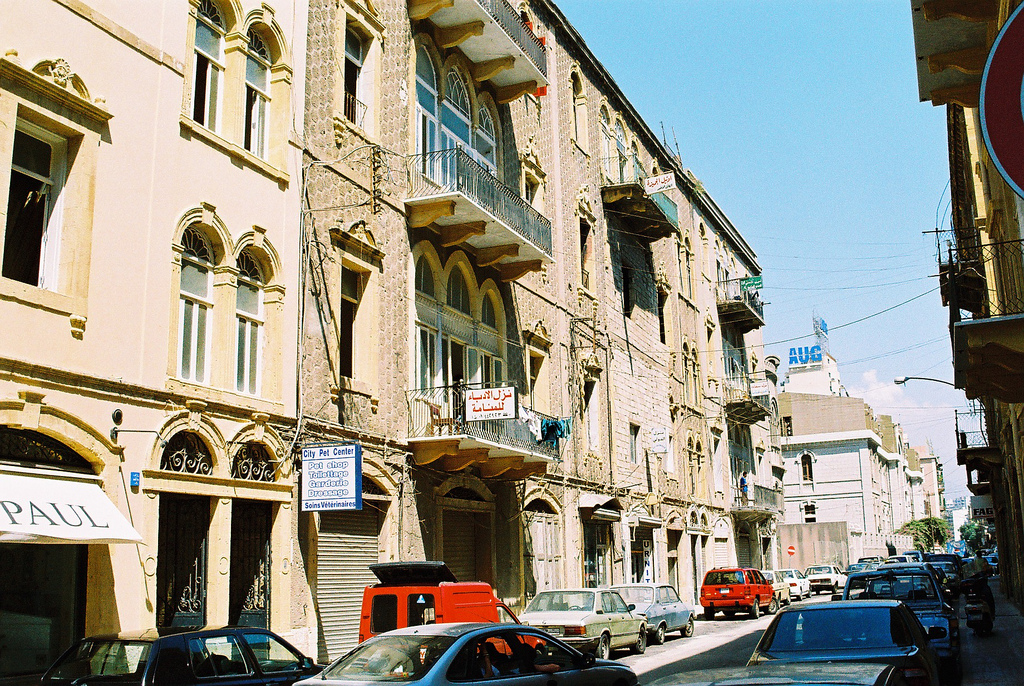
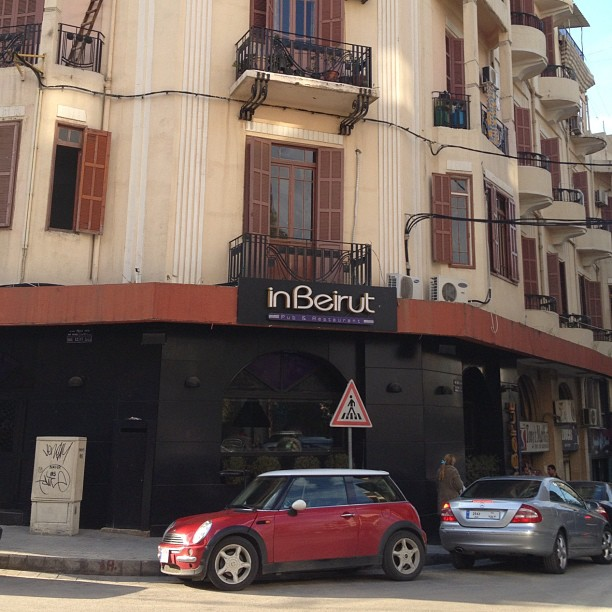
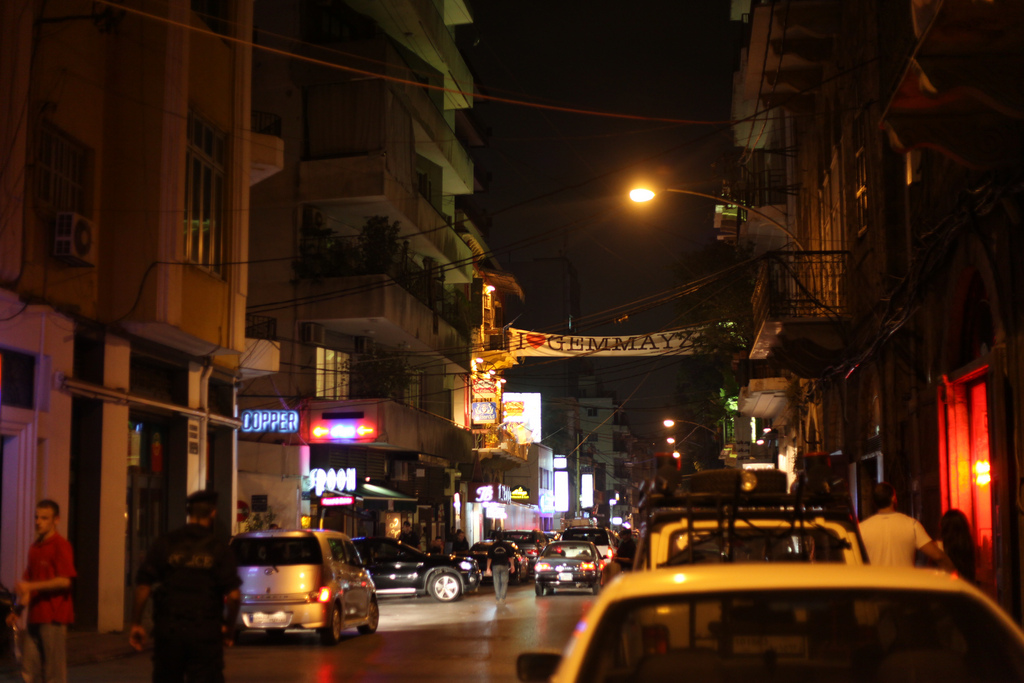
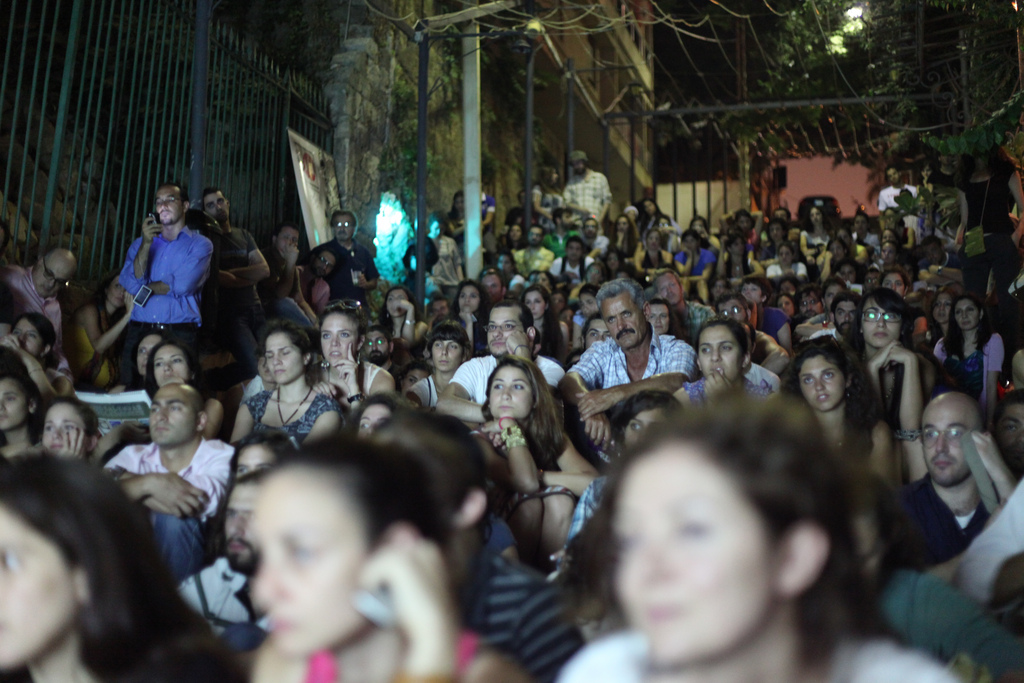
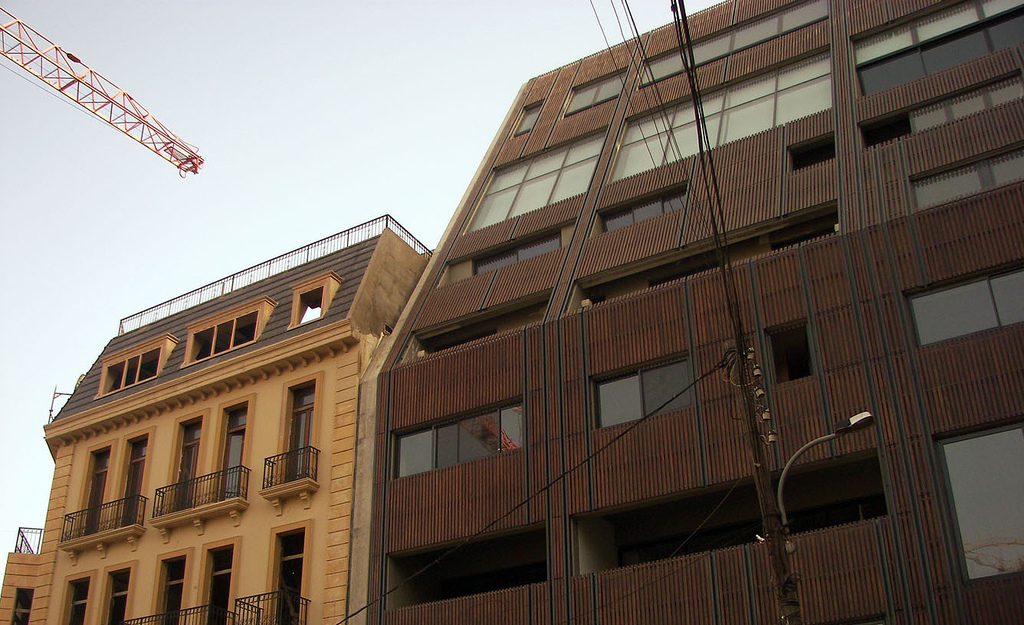
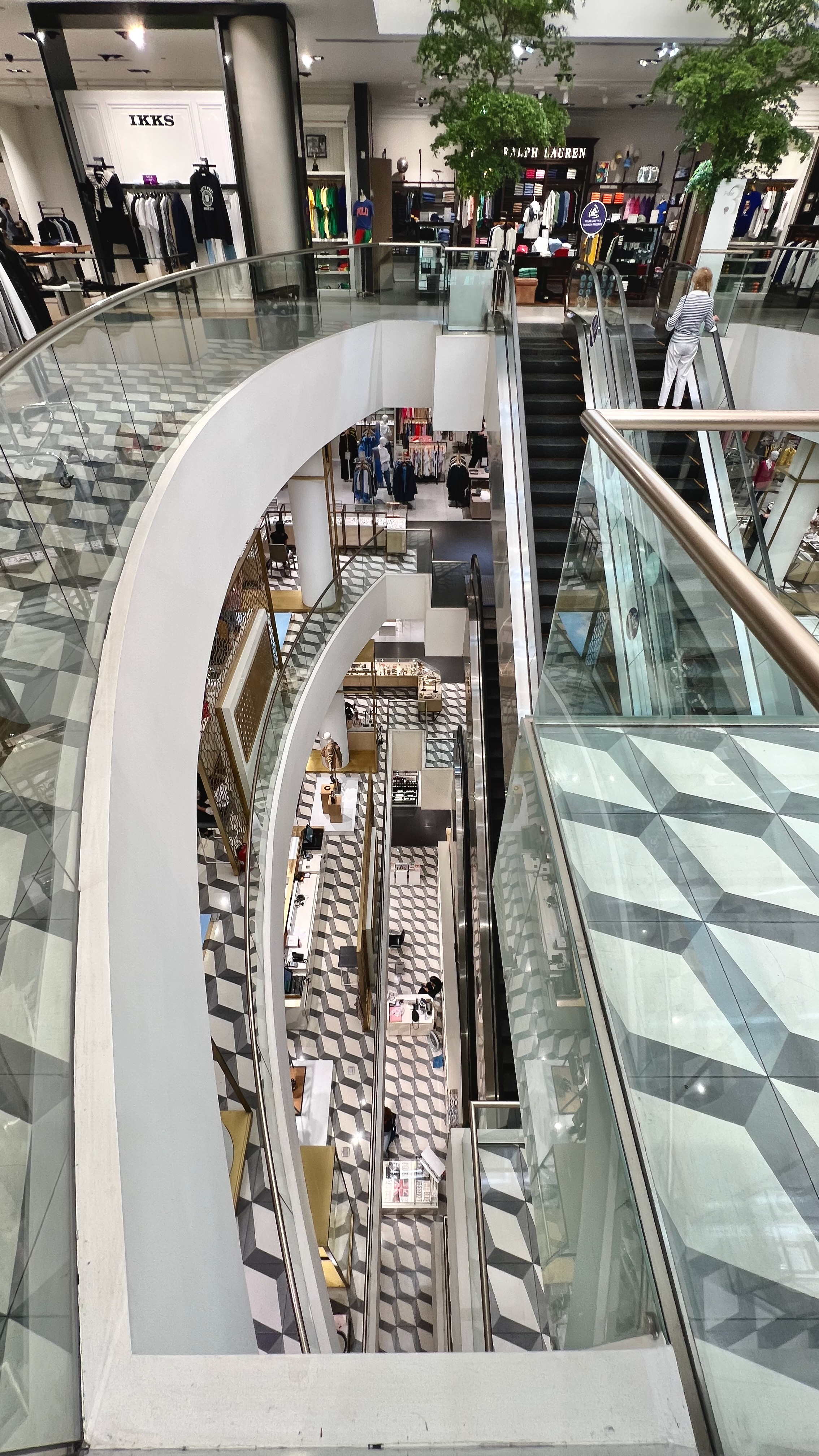
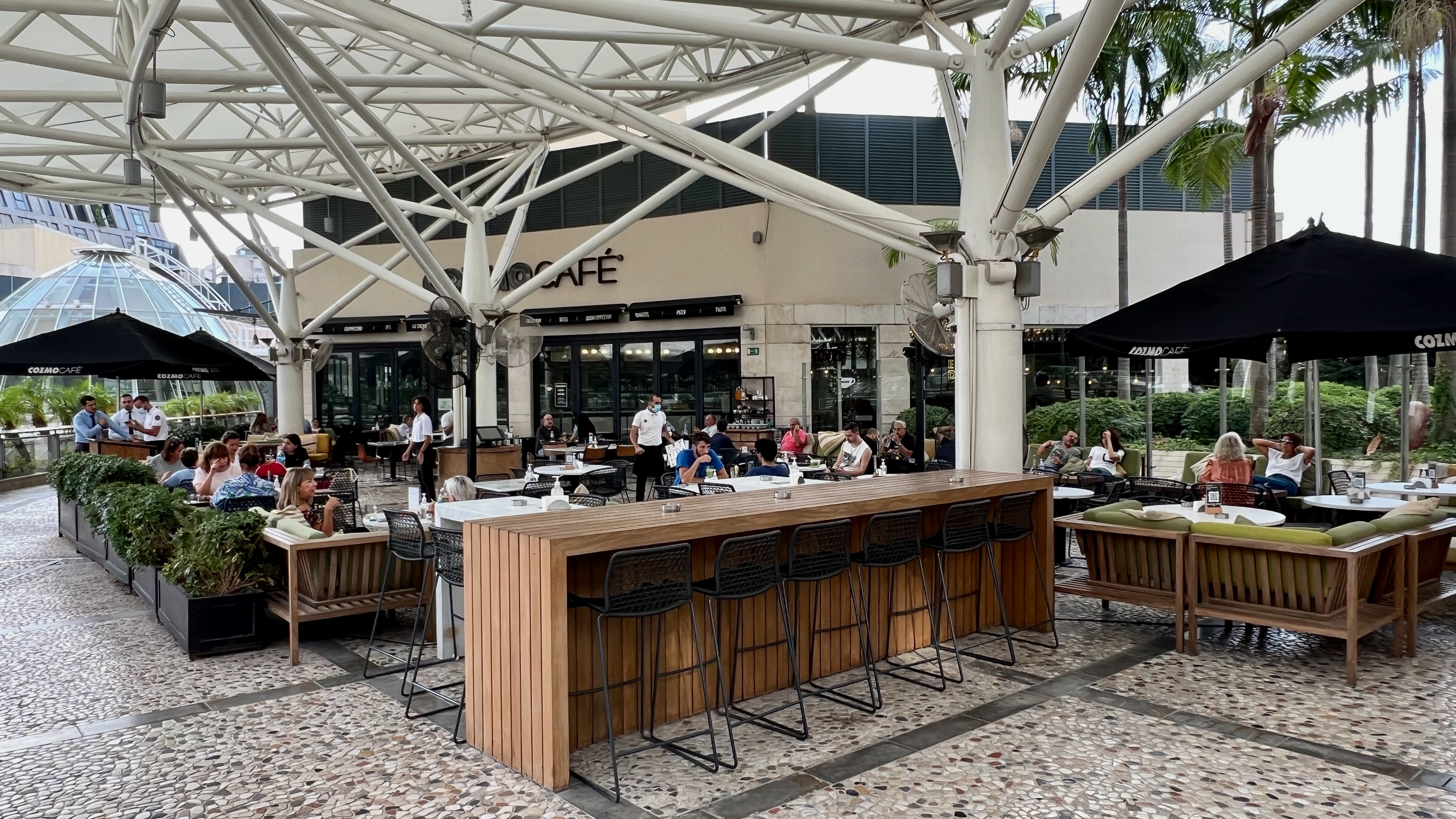